# Grup de galaxii
Un grup de galaxii este o asociere de mai puțin de o sută de galaxii legate prin gravitație. Peste acest număr, o asemenea asociere este denumită roi de galaxii sau super-roi de galaxii. Un grup de galaxii face, în general, parte dintr-un roi de galaxii sau dintr-un super-roi.
Un exemplu de grup de galaxii este Grupul Local, din care face parte Galaxia Noastră.